# Hlebče
Hlebče so naselje v Občini Velike Lašče. Tu je približno 8 hiš.